# Charles Augustus Bennet (6e comte de Tankerville)
Pour les articles homonymes, voir Bennet.
Charles Augustus Bennet (10 janvier 1810, Londres – 18 décembre 1899, château de Chillingham), Lord Ossulston, 6e comte de Tankerville (en), baron Ossulston, est un homme politique britannique.

## Biographie
Fils de Charles Augustus Bennet (5e comte de Tankerville) et de Corisande de Gramont, et petit-fils du duc Antoine-Louis-Marie de Gramont, il fait ses études à Harrow School et à Christ Church (Oxford).
Il entre au Parlement comme député de North Northumberland en 1832. Il occupe ce siège jusqu'en 1859, quand il est convoqué à la Chambre des lords par le biais d'un bref d'accélération de la baronnie de son père de Ossulston. Il succède à son père dans le comté seulement un mois plus tard.
Il sert sous le comte de Derby en tant que Captain of the Honourable Corps of Gentlemen-at-Arms (en) de 1866 à 1867 et sous Derby et Benjamin Disraeli comme Lord Steward de 1867 à 1868. En 1866, il est entré au Conseil privé.
Il épouse le 29 janvier 1850, au château de Kimbolton, Lady Olivia Montagu (1830-1922), fille de George Montagu (6e duc de Manchester). Il est le père de George Bennet (7e comte de Tankerville) et le beau-père de John Ramsay (13e comte de Dalhousie).